# Ларицкий, Владимир Ермолаевич
Владимир Ермолаевич Ларицкий (р. 1938) — российский партийный и государственный деятель.

## Биография
Трудовой путь начал токарем на заводе. После окончания Новосибирского сельскохозяйственного института пять лет работал в целинном совхозе в Казахстане. С 1968 года работал на Павлодарском тракторном заводе, где прошел путь от мастера до заместителя директора. С 1983—1985 годах был директором Калкаманского завода «Дормаш». В 1985 по 1995 годах — директор завода «Автокран» в Иваново. Являлся вице-президент Союза промышленников Ивановской области.
За свою деятельность был награждён орденом Трудового Красного Знамени, грамотой «За труды во славу Святой Церкви», медалью Св. благоверного князя Даниила Московского.

## Политическая деятельность
В ноябре 1995 года Ларицкий был выдвинут кандидатом в депутаты Государственной Думы по Ивановскому одномандатному избирательному округу № 78 трудовым коллективом акционерного общества «Автокран» и избирателями. На выборах выступал в качестве независимого кандидата, но был поддержан Союзом промышленников Ивановской области. Всего в округе баллотировалось 15 кандидатов. В ходе голосования ему удалось одержать победу в округе с 20,04 % голосов и уверенно опередить своих главных конкурентов: бригадира слесарей-ремонтников акционерного общества «Красная Талка» Валентина Бакулина (выдвинутого КПРФ) и адвоката, координатора Ивановской городской организации ЛДПР Павла Шаповалова.
В Государственной Думе работал заместителем председателя Комитета по собственности, приватизации и хозяйственной деятельности. С 6 января 1996 года по 23 октября 1999 года входил в депутатскую группу «Российские регионы». Принимал участие в разработке и внес на обсуждение Государственной Думы законопроекты «О банкротстве (несостоятельности)», «О приватизации государственных и муниципальных предприятий в Российской Федерации», «О Государственной программе приватизации государственных и муниципальных предприятий в Российской Федерации».

## Увлечения
В молодости окончил спецкурсы по сценическому искусству, разбирается в режиссуре, любит музыку, поёт.

## Семья
Женат. Имеет сына, дочь, четырёх внуков. С 2000 года постоянно проживает в Москве.